# La Folle Journée
Pour les articles homonymes, voir La Folle Journée (homonymie).
 (juin 2022).
La Folle Journée est un festival de musique classique, organisé chaque année depuis 1995 à Nantes à la fin du mois de janvier ou au début du mois de février.

## Origines
Créée à partir d'une idée originale du directeur artistique René Martin, La Folle Journée est une manifestation culturelle portée par Nantes Métropole et la Ville de Nantes. Conçue par le Centre de réalisations et d'études artistiques (CRÉA) et produite par La Cité des Congrès de Nantes, chaque édition du festival est consacrée à un thème différent : un ou plusieurs compositeurs d'une période donnée de l'histoire de la musique de 1995 à 2014, ou encore un thème transversal depuis 2015.
En 1995, lors de sa création, le festival durait un week-end. Désormais, l’événement a lieu sur cinq jours, du mercredi au dimanche, dans plusieurs lieux culturels de la ville de Nantes, comme Le Lieu unique (depuis 2012) et s'est étendu à 15 autres villes de la région des Pays de la Loire.
Dès 2002, le concept de La Folle Journée s'exporte à l’étranger, notamment à Bilbao, Tokyo, Varsovie et Iekaterinbourg.

## Présentation

### Appellation
Le nom du festival fait référence à la pièce de Beaumarchais Le Mariage de Figaro ou La Folle Journée, qui a inspiré l'opéra Les Noces de Figaro de Mozart, premier compositeur « invité » en 1995. Bien qu'il dure désormais plusieurs jours (cinq à Nantes, et les deux jours du week-end précédent dans la région), le nom « La Folle Journée » a été conservé, même si la formulation « Les Folles Journées » est souvent utilisée[réf. nécessaire].

### Accessibilité
Pour faciliter l'approche des œuvres jouées et pour ouvrir la musique classique à un public élargi, peu habitué à ces concerts, ceux-ci durent 45 minutes, sauf exception. Le prix des places oscille entre 0 et 25 €.
La plupart des concerts ont lieu à la Cité des congrès de Nantes, comme à l'origine de la manifestation, et, en particulier, dans la grande halle avec son kiosque, scène ouverte du festival qui donne des concerts gratuits tout au long de la journée, avec des ensembles amateurs mais aussi des artistes phares de l'édition.[réf. nécessaire]

### Financement
Le budget de l'évènement s'élève à 4,7 millions d'euros en 2023. Plusieurs collectivités participent au financement du festival : la ville de Nantes, le conseil régional des Pays de la Loire, le conseil départemental de la Loire-Atlantique et la direction régionale des affaires culturelles (DRAC). 
La Folle Journée a de nombreux partenariats privés, dont la Banque CIC Ouest, partenaire officiel depuis 2016. Arte, France Musique, France 3 Pays de la Loire, Ouest France, Wik et Kostar, sont également partenaires médias de l’événement.[réf. nécessaire]

### Fréquentation
En moyenne, La Folle Journée délivre 140 000 billets et propose durant le festival près de 300 concerts, joués par environ 1 500 artistes.

## Organisateurs
Le CRÉA, Centre de réalisation et d’études artistiques, assure la direction artistique de l’événement.
Depuis octobre 2021, la Cité des congrès de Nantes produit le festival et collabore avec le CRÉA.[réf. nécessaire]
Éric Montant est nommé directeur par intérim, après la démission de Joëlle Kerivin, pour les éditions 2021 et 2022.
Depuis février 2022, François Gabory, directeur de la culture à la Cité des congrès de Nantes, est administrateur de La Folle Journée.
Son président est Jacques Dagault, son directeur artistique, René Martin.

### Détournements de fonds
En mars 2021, des mouvements comptables irréguliers sont observés au sein de la société anonyme d’économie mixte locale (SAEML) La Folle Journée. La directrice Joëlle Kerivin démissionne. Le montant du préjudice est alors évalué à plus de 200 000 €. La ville de Nantes et la SAEML déposent plainte.
En mai 2023, Joëlle Kerivin est condamnée à trois ans de prison, dont 10 mois fermes pour abus de confiance et détournements de fonds publics (232 000 €).

## Thèmes
Les premiers festivals ont été consacrés à des compositeurs uniques tel que Mozart, Beethoven, Schubert, Brahms ou Bach. Les suivants ont porté sur des thèmes plus vastes : les compositeurs français entre 1830 et 1930, les compositeurs russes de 1850 à nos jours, les baroques italiens, la génération romantique de 1810, ou ont associé des compositeurs proches : Haydn et Mozart en 2002, Beethoven et ses amis en 2005, de Schütz à Bach en 2009. Les années 2006 et 2007 ont été marquées par deux thèmes européens : L'Harmonie des Nations, de 1650 à 1750, et L'Harmonie des Peuples de 1860 à 1950[réf. nécessaire].

### Chronologie
Chronologie des thèmes de La Folle Journée:

#### Années 1990
- 1995 : Mozart
- 1996 : Beethoven
- 1997 : Schubert, pour le bicentenaire de sa naissance
- 1998 : Brahms
- 1999 : Hector, Gabriel, Maurice et les autres ou les compositeurs français entre 1830 et 1930 : Berlioz, Fauré, Ravel, mais aussi Debussy, Saint-Saëns, Franck, Lalo, Messiaen...

#### Années 2000
- 2000 : Bach, pour le 250e anniversaire de sa mort
- 2001 : La folle journée d'Ivan Illitch (d'après le personnage de Tolstoï) ou les compositeurs russes de 1850 à nos jours : Tchaïkovsky, Prokofiev, Scriabine, Moussorgsky, Stravinsky, Chostakovitch…
- 2002 : Mozart et Haydn
- 2003 : Le baroque italien : de Monteverdi à Vivaldi
- 2004 : Génération romantique de 1810 : Chopin, Liszt, Schumann, Mendelssohn...
- 2005 : Beethoven et ses amis : Salieri, Weber, Cherubini, Diabelli...
- 2006 : L'Harmonie des Nations, la période 1650-1750.
- 2007 : L'Harmonie des Peuples, la période 1860 - 1950.
- 2008 : Schubert dans tous ses états
- 2009 : De Schütz à Bach, les baroques allemands

#### Années 2010
- 2010 : Frédéric Chopin pour le bicentenaire de sa naissance - La Folle Journée s'exporte à l'occasion à Varsovie - et Franz Liszt
- 2011 : Les Titans, de Johannes Brahms à Richard Strauss en passant par Anton Bruckner, Gustav Mahler, Alban Berg, Arnold Schönberg ou Paul Hindemith
- 2012 : Le sacre Russe
- 2013 : L'Heure Exquise, la musique française et espagnole de 1860 à nos jours, de Berlioz à Boulez en passant par de Falla, Albeniz, Ravel et Debussy.
- 2014 : Des canyons aux étoiles, la musique des États-Unis au 20e siècle
- 2015 : Passions de l'âme et du cœur, thème transversal, la passion à travers la musique, de l'époque baroque au Modèle:20esiècle[19]
- 2016 : La Nature, thème universel et transversal, les saisons, les paysages ou bien encore les éléments à travers la musique de la Renaissance au XXe siècle
- 2017 : Le rythme des peuples
- 2018 : Vers un Monde nouveau
- 2019 : Carnets de voyages

#### Années 2020
- 2020 : Beethoven, pour le 250e anniversaire de sa naissance[20]
- 2021 : La lumière et la grâce - Bach et Mozart.
- 2022 : Schubert, le voyageur
- 2023 : Ode à la nuit
- 2024 : Origines
- 2025 : Villes phares - Venise, Londres, Vienne, Paris, New York

## La Folle Journée hors de Nantes
Depuis 1995, le festival a connu une croissance continue. Il est passé de 25 000 billets vendus, 180 artistes et 35 concerts en 1995, à 145 000 billets vendus dont 12 000 aux scolaires et personnes en situation de précarité, 1 800 artistes et 300 concerts en 2014[réf. nécessaire].
Depuis 2002, le week-end précédent l'évènement, des concerts sont également donnés en région, pour s'élargir depuis 2005, à onze villes des Pays de la Loire en plus de Nantes : Challans, Cholet, Fontenay-le-Comte, La Roche-sur-Yon, La Flèche, Laval, Sablé-sur-Sarthe, Saint-Nazaire, Saumur, L'Île-d'Yeu et Fontevraud-l'Abbaye au Centre Culturel de l’Ouest[réf. nécessaire].
La Folle Journée a été exportée dans d'autres villes du monde : Lisbonne de 2000 à 2006, Bilbao depuis 2002, au Japon à Tokyo depuis 2005 et dans quatre autres villes japonaises, Kanazawa en 2008, Niigata en 2010, Biwako et Tosu en 2011, au Brésil à Rio de Janeiro de 2007 à 2010, en Pologne à Varsovie depuis 2010 et en Russie à Iekaterinbourg depuis 2015[réf. nécessaire].